# Leszek Żabiński
Leszek Tadeusz Jerzy Żabiński (* 18. August 1947 in Breslau; † 19. September 2019) war ein polnischer Wirtschaftswissenschaftler. Von 2012 bis 2016 war er Rektor der Wirtschaftsuniversität Kattowitz (Uniwersytet Ekonomiczny w Katowicach).

## Leben
Leszek Żabiński studierte an der Handelshochschule in Breslau (heute Wirtschaftsuniversität Breslau) und schloss diese 1969 mit einem Magister ab. Anschließend war er bis 1979 an der Oskar-Lange-Handelsakademie Breslau tätig, wo er 1975 promovierte. 1979 begann er seine Lehrtätigkeit an der Wirtschaftsakademie Katowice (seit 2010 Wirtschaftsuniversität Kattowitz). 1981 habilitierte Żabiński an der Wirtschaftshochschule Breslau (heute Wirtschaftsuniversität Posen). 1984 bis 1987 war er Prorektor der Wirtschaftsakademie, anschließend bis 1991 Direktor des Instituts für Markt und Konsum. Ab 1991 war Leszek Żabiński Leiter des Lehrstuhls für Marktpolitik und Marketing und von 2002 bis 2008 Dekan des Fakultät für Management. Zwischen 1993 und 1996 war er am Hauptbergbauinstitut (Główny Instytut Górnictwa) in Kattowitz tätig. 2002 bis 2005 war er Mitglied des strategischen Wirtschaftsrates des polnischen Ministerrats. 2012 wurde er zum Rektor der Wirtschaftsuniversität gewählt, nach Ablauf der Amtszeit von vier Jahren trat er nicht erneut zur Wahl an, ihm folgte Robert Tomanek. Ebenfalls im Jahr 2012 wurde er Mitglied der Polnischen Akademie der Wissenschaften.

## Werke
- Innowacyjne produkty systemowe i ich konsumpcja. Uwarunkowania, mechanizmy rozwoju in Konsumpcja i Rozwój,  2013
- Środowisko, sfera i marketing produktów systemowych. Pojęcia i problemy podstawowe, Warschau 2012
- Challenges of Modernity and Marketing. Consumerism. Global Crisis. Innovations and Development in Journal of Economics Management, Nr. 9, Katowice 2012